# Cyclisme au Festival olympique de la jeunesse européenne 2013
Navigation
2011 2015
Les épreuves de cyclisme sur route au Festival olympique de la jeunesse européenne 2013 se sont déroulés dans les rues d'Utrecht aux Pays-Bas du 15 au 19 juillet 2013. Seuls les cyclistes nés en 1996 ou après et ayant été sélectionnés au préalable par leur fédération nationale sont éligibles.

## Résultats

### Podiums masculin
| Compétitions     | Or            | Argent           | Bronze        |
| ---------------- | ------------- | ---------------- | ------------- |
| Course en ligne  | Leo Appelt    | Pascal Eenkhoorn | Illja Volkaŭ  |
| Contre-la-montre | Erlend Blikra | Leo Appelt       | Szymon Sajnok |

### Podiums féminin
| Compétitions     | Or             | Argent              | Bronze            |
| ---------------- | -------------- | ------------------- | ----------------- |
| Course en ligne  | Martina Alzini | Charlotte Broughton | Grace Garner      |
| Contre-la-montre | Lisa Morzenti  | Pernille Mathiesen  | Ksenija Cimbaljuk |

### Tableau des médailles
| Rang  | Nation          | Or | Argent | Bronze | Total |
| ----- | --------------- | -- | ------ | ------ | ----- |
| 1     | Italie          | 2  | 0      | 0      | 2     |
| 2     | Allemagne       | 1  | 1      | 0      | 2     |
| 3     | Norvège         | 1  | 0      | 0      | 1     |
| 4     | Grande-Bretagne | 0  | 1      | 1      | 2     |
| 5     | Danemark        | 0  | 1      | 0      | 1     |
| 5     | Pays-Bas        | 0  | 1      | 0      | 1     |
| 7     | Biélorussie     | 0  | 0      | 1      | 1     |
| 7     | Pologne         | 0  | 0      | 1      | 1     |
| 7     | Russie          | 0  | 0      | 1      | 1     |
| Total | Total           | 4  | 4      | 4      | 12    |